# Julian Draxler
Julian Draxler (Gladbeck, 20 de setembre 1993) és un futbolista alemany que juga com a migcampista ofensiu i volant per l'Al-Ahli SC Doha de la Qatar Stars League.
El 8 de maig de 2014 va ser inclòs pel seleccionador alemany Joachim Löw a la llista preliminar de 30 jugadors per a la fase final del mundial de 2014. Posteriorment, el juny de 2014 fou ratificat com un dels 23 seleccionats per a representar Alemanya a la Copa del Món de Futbol de 2014 al Brasil.

## Palmarès

### Club
Schalke 04
- 1 DFB-Pokal: 2010–11
- 1 DFL-Supercup: 2011

Paris Saint-Germain
- 4 Ligue 1: 2017-18, 2018-19, 2019-20, 2021-22
- 4 Copes franceses: 2016-17, 2017-18, 2019-20, 2020-21
- 3 Copes de la lliga francesa: 2016-17, 2017-18, 2019-20
- 2 Supercopes franceses: 2017, 2020

SL Benfica
- 1 Lliga portuguesa: 2022-23

### Internacional
Alemanya
- 1 Copa del Món de Futbol de la FIFA: 2014
- 1 Copa Confederacions de la FIFA: 2017

### Individual
- Medalla Fritz Walter: Medalla d'or Sub-18 2011[8]
- Premi del gol de l'any a Alemanya: 2013 (compartit amb Raúl)[9]
- Jugador Jove de l'any a la Bundesliga: 2013–14.[10]